# NS-dienstregeling 2009
Op 14 december 2008 is de dienstregeling 2009 van de Nederlandse Spoorwegen ingegaan. Hieronder de belangrijkste wijzigingen ten opzichte van de dienstregeling 2008.

## Nieuwe stations
Bij het ingaan van de dienstregeling is station Amsterdam Holendrecht geopend; daarnaast zijn op de Hemboog de sporen 9 en 10 geopend als onderdeel van Amsterdam Sloterdijk.
Op 6 mei 2009 is het nieuwe station Molenhoek aan de Maaslijn geopend.

## Wijzigingen in de dienstregeling
Wijzigingen in de dienstregeling zijn vermeld zoals ze in het spoorboekje staan, of zoals de NS deze van plan is deze in de loop van de dienstregeling in te voeren. De dienstregeling van het rijdend materieel is nog onderhevig aan veranderingen. Zo wordt over iedere aanpassing onderhandeld met het LOCOV, dat onder meer de consumentenbelangen in de nieuwe dienstregeling vertegenwoordigt. Dit kan gedurende het jaar nog voor de nodige wijzigingen zorgen. Daarnaast geldt voor de gehele dienstregeling dat het uiteindelijk aan netbeheerder ProRail is om de benodigde spoorcapaciteit aan de NS toe te wijzen. In vorige jaren is duidelijk geworden dat hierdoor nogal wat geplande toevoegingen niet, of in aangepaste (afgeslankte) vorm in de uiteindelijke dienstregeling terugkwamen.

### Amsterdam – Haarlem
Er is in de spits een dringend gewenste vergroting van de capaciteit gerealiseerd door de stoptrein Den Haag Centraal – Haarlem (serie 6300) te verlengen naar Amsterdam Centraal. Deze wijziging is op 25 augustus 2008 al gedeeltelijk ingegaan.

### Zwolle – Deventer – Arnhem – Nijmegen – 's-Hertogenbosch – Tilburg – Breda – Roosendaal
De Intercity's Zwolle – Nijmegen (serie 3700) en Arnhem – Roosendaal (serie 3600) zijn weer samengevoegd na de knip in december 2006. De nieuwe serie 3600 is dus de Intercity Zwolle – Roosendaal. Deze trein stopt tussen Zwolle en Deventer, en tussen Arnhem en Nijmegen op alle tussengelegen stations. De serie wordt uitgevoerd door ICRm en VIRM. Daarnaast rijdt er een Sprinter Zutphen – Nijmegen, zodat op de stations tussen Arnhem en Nijmegen nu viermaal per uur een trein stopt. In de plaats van de vervallen rechtstreekse Intercity serie 3700 tussen Arnhem en Nijmegen is de nieuwe IC Schiphol – Arnhem – Nijmegen (serie 3100) gekomen.

### Groningen / Leeuwarden – Zwolle
De eerste IC Groningen – Den Haag Centraal stopt extra te Hoogeveen om circa 06.20 uur. Bovendien is er een extra late verbinding van Groningen en Leeuwarden naar Rotterdam en Den Haag, met overstap in Amersfoort, dit doordat de laatste IC Enschede – Utrecht gaat doorrijden naar Den Haag Centraal en Rotterdam Centraal. Bovendien wordt de laatste IC Groningen – Zwolle doorgetrokken naar Utrecht Centraal (Zwolle v. 23.46 u).

### Amsterdam / Schiphol – Hoorn / Enkhuizen
Met een jaar vertraging is station Amsterdam Sloterdijk Hemboog in gebruik genomen. Dit betekent dat de wijzigingen die waren gepland voor de NS-dienstregeling 2008 eindelijk in konden gaan.
De stoptrein tussen Amsterdam Centraal en Enkhuizen is naar IC opgewaardeerd en stopt niet meer tussen Amsterdam Sloterdijk en Hoorn (enkele vroege en late treinen stoppen wel onderweg); tussen Hoorn en Enkhuizen wordt overal gestopt. De treinverbinding loopt vanwege capaciteitstechnische redenen in Amsterdam Centraal over in de serie 4000 (stoptrein Amsterdam – Gouda – Rotterdam) en omgekeerd. De bestaande spitstrein Amsterdam – Enkhuizen zijn gehandhaafd, zodat tijdens de spitsuren een 10/20-minutendienst wordt geboden.
De stations tussen Hoorn en Zaandam worden alleen nog maar bediend door de stoptrein Hoofddorp – Hoorn Kersenboogerd, die elk halfuur rijdt. Reizigers van deze stations richting Amsterdam Centraal kunnen te Zaandam op hetzelfde perron overstappen. De materieelinzet is een combinatie van DDM-1 en DD-AR, vanwege de koppeling aan de serie 4300 te Hoofddorp (Opstel). De overstaptijd te Hoorn tussen de IC-trein van en naar Enkhuizen en de stoptrein naar en van Hoofddorp is 12 minuten.

### Uitgeest – Zaandam – Amsterdam Centraal – Almere Oostvaarders (– Lelystad Centrum)
De Sprinter Uitgeest – Zaandam – Amsterdam Centraal – Gouda – Rotterdam Centraal (serie 4000) is ingekort tot Amsterdam Centraal – Gouda – Rotterdam Centraal. De Zaanlijn krijgt een nieuwe treinserie: de serie 4700 die het traject Uitgeest – Zaandam – Amsterdam Centraal – Weesp – Almere Oostvaarders aflegt (deze vervangt ook de serie 4600 Amsterdam Centraal – Almere Oostvaarders). Hierdoor verliezen de stations op de Zaanlijn (tussen Zaandam en Uitgeest) hun verbinding met de stations Amsterdam Amstel en Amsterdam Bijlmer ArenA. Daar tegenover staat dat de stations aan de Zaanlijn een verbinding hebben gekregen met Almere en Lelystad en omgekeerd. Ook heeft de Zaanlijn een verbinding van 4x per uur met Diemen en Weesp. De serie 4700 wordt uitgevoerd met SGMm.

### Schiphol / Amsterdam – Utrecht – Eindhoven / Arnhem
Met het gereedkomen van de keersporen te Breukelen is de Sprinter Rhenen – Amsterdam Zuid ingekort tot Breukelen. Bovendien is er een extra Sprinter tussen Utrecht en Breukelen, zodat hier een kwartierdienst wordt geboden. Tijdens de spitsuren heeft deze trein uitlopers naar Veenendaal Centrum enerzijds en Amsterdam Centraal anderzijds: wegens capaciteitsgebrek in de infrastructuur wordt er niet gestopt in Amsterdam Amstel en Amsterdam Muiderpoort.
Hierdoor ontstaat er ruimte voor de noodzakelijke kwartierdienst tussen Utrecht en Schiphol. Deze wordt gevormd door de bestaande Intercity Eindhoven – Schiphol (serie 3500) en de nieuwe Intercity Nijmegen – Schiphol (serie 3100). Dit betekent wel dat de Intercity Arnhem – Den Haag Centraal (serie 2000) is ingekort tot Utrecht – Den Haag Centraal.
Er is een nieuw station geopend, Amsterdam Holendrecht. Dit station wordt bediend door de stoptrein Rotterdam – Gouda – Amsterdam (– Hoorn – Enkhuizen) en tijdens de spitsuren ook door de Sprinter Veenendaal Centrum – Amsterdam Centraal.
Op station Utrecht Lunetten stopt, per 25 augustus 2008, de stoptrein Utrecht-Tiel v.v. Het station heeft hiermee voor het eerst in zijn bestaan een kwartiersdienst. Vanwege de spoorverdubbeling te Houten is de tram tussen Houten en Houten Castellum komen te vervallen. NS zet op dit traject bussen in. Naar verwachting zullen de stoptreinen met ingang van de dienstregeling 2011 op een nieuw station Houten Castellum gaan stoppen.
Wegens werkzaamheden aan de A2 en daarvan verwachte verkeershinder maken de Intercitytreinen Schiphol – Eindhoven sinds april 2008 op weekdagen een extra stop in Best, deze stop is gehandhaafd in de dienstregeling voor 2009. Automobilisten wordt hiermee een vlotte alternatieve verbinding naar zowel Utrecht als Eindhoven geboden.

### Ede-Wageningen – Arnhem – Zutphen
De stoptrein Ede-Wageningen – Arnhem – Zutphen (serie 7500) is op 25 augustus 2008 geknipt, waarmee is teruggegaan naar de situatie van voor december 2006. De serie 7500 is ingekort tot Ede-Wageningen – Arnhem, Mat '64 verzorgt deze treindienst. Om de stoptreinstations tussen Zutphen en Arnhem een betere verbinding met de richting Nijmegen te geven keert de stoptrein Zutphen-Nijmegen vanaf 14 december 2008, als serie 7600, terug. In deze serie wordt vanwege de krappe rijtijden SGMm ingezet.

### Amsterdam – Amersfoort – Deventer – Enschede
Op 15 juni 2008 is een extra perron te Deventer in gebruik genomen. Dit betekent dat de IC Amsterdam Centraal – Deventer niet meer hoeft te wachten in Apeldoorn. Dit scheelt 10 minuten.
Het project Almelo Verdiept wordt afgerond. Dit betekent dat er vanaf zomer 2009 tussen Almelo en Almelo de Riet weer twee sporen beschikbaar komen. Hierdoor vermindert de reistijd tussen Almelo, Hengelo en Enschede v.v.
De stoptrein Apeldoorn – Almelo is van maandag t/m zaterdag overdag doorgetrokken naar Enschede. Van maandag tot en met vrijdag is de frequentie de gehele dag verhoogd tot een halfuursdienst. In combinatie met de stoptrein Zwolle – Enschede ontstaat daardoor een kwartierdienst in Twente. Elk kwartier stopt de stoptrein dan op de tussenliggende stations van de lijn Wierden – Enschede. In de avonduren en op zon- en feestdagen is er niets veranderd.
De pendeltrein Hengelo – Enschede in aansluiting op de trein naar Berlijn is op werkdagen opgeheven, omdat reizigers gebruik kunnen maken van de doorgetrokken stoptrein; de verbinding Enschede – Hengelo blijft wel gehandhaafd.

### Nachtnet
De NS is begonnen met een proef voor een rechtstreekse nachttrein tussen Utrecht en Rotterdam met een stop in Gouda. Deze trein rijdt op donderdag-, vrijdag- en zaterdagnacht. Verder stoppen de nachttreinen niet meer te Den Haag Centraal maar in plaats hiervan te Den Haag Hollands Spoor; dit in verband met werkzaamheden op station Den Haag Centraal. De eerste nachttreinen van Amsterdam richting Utrecht en vice versa stopt extra te Amsterdam Bijlmer Arena om circa 01:30 u.

### Extra treinen tijdens feestdagen
Op Tweede Kerst-, Paas- en Pinksterdag rijden de treinen rijden zoals op zaterdag, in plaats van zoals op zondag.

## Tussentijdse wijziging per 6 en 8 mei 2009

### Nijmegen – Venlo – Roermond
Het station Mook-Molenhoek is op 6 mei 2009 geopend. Dit station ligt tussen Nijmegen Heyendaal en Cuijk. Sinds 6 mei stoppen alle treinen op het traject Nijmegen – Venlo – Roermond ook op het station Mook-Molenhoek.

### Hoofddorp – Zaandam – Hoorn (– Hoorn Kersenboogerd)
De stoptrein Hoofddorp – Zaandam – Hoorn – Hoorn Kersenboogerd rijdt sinds 8 mei niet meer verder dan Hoorn. De reizigers die nu van uit Hoofddorp, Schiphol, Zaandam of Purmerend komen en naar Hoorn Kersenboogerd willen moeten nu in Hoorn overstappen op de Intercity naar Enkhuizen. De reden van deze wijziging was geklaag van buurtbewoners over wachtende en kerende treinen bij het station en het ontbreken van een milieuvergunning.

## Tussentijdse wijzigingen per 14 juni 2009
NS heeft advies gevraagd aan het LOCOV over onderstaande wijzigingen:

### Utrecht – Zwolle
De vleugeltreinen Utrecht Centraal – Zwolle van maandag tot en met vrijdag, Utrecht v 10:17 , 15:17, 19:17 komen te vervallen. Het treindeel uit Rotterdam naar Leeuwarden rijdt tussen Utrecht en Zwolle gecombineerd met het treindeel naar Groningen.

### Proef met hoogfrequent rijden
Om de groei van het aantal reizigers op deze verbinding op te vangen wil NS in de toekomst op een aantal trajecten zes treinen per uur laten rijden, in plaats van de huidige vier treinen per uur. Om dit in de praktijk uit te proberen wil NS in de periode van 31 augustus t/m 4 september een proef houden met hoogfrequent rijden op het traject Amsterdam – Utrecht – Eindhoven
Deze uren zijn van maandag t/m vrijdag van ca 6:00 tot ca 9:00 en van ca 15:30 tot ca 18:30 voor beide richtingen. Op de overige uren blijft de dienstregeling ongewijzigd.
Om dit te bereiken wordt de trein Schagen – Maastricht / Heerlen gesplitst. Deze trein start/eindigt te Amsterdam. Op het traject Amsterdam – Eindhoven v.v. rijdt deze trein ca 7 minuten eerder. Vanaf Eindhoven blijft de dienstregeling ongewijzigd.
De trein naar en vanaf Schagen (serie 10800) rijdt dan vanaf en naar Eindhoven. Om deze trein ertussen te laten passen wordt de reistijd tussen Amsterdam en Eindhoven langer. Deze trein vertrekt vanaf Amsterdam 5 minuten later en vanaf Eindhoven 6 minuten eerder. Tussen Amsterdam en Schagen v.v. blijft de dienstregeling ongewijzigd.
Bovendien rijdt er extra stoptreinen tussen Utrecht en Geldermalsen, zodat tussen Utrecht en Geldermalsen v.v. om de 10 minuten wordt gereden. De dienstregeling van de stoptreinen naar en van Breda en Tiel wordt met enkele minuten aangepast.

### Robuust 's-Hertogenbosch
De stoptrein 's-Hertogenbosch – Eindhoven vv gaat een kwartier later rijden en begint/eindigt in Deurne. De stoptrein Tilburg West – Deurne gaat ook ongeveer een kwartier later rijden en begint/eindigt te Eindhoven. Hiermee hoopt NS de punctualiteit te verhogen.
De laatste stoptrein van Breda naar 's Hertogenbosch sluit te 's Hertogenbosch aan op de laatste stoptrein naar Eindhoven. Van maandag t/m donderdag wordt echter de aansluiting op de stoptrein uit Utrecht gehandhaafd.

## Tussentijdse wijziging per 7 september 2009

### Amsterdam – Rotterdam via HSL
De eerste treindienst van NS Hispeed over de HSL-Zuid is tussen Amsterdam Centraal, Schiphol en Rotterdam Centraal, van maandag tot en met vrijdag, 1x per uur.

## Wijzigingen op een latere datum

### Amsterdam Centraal – Haarlem – Dordrecht
Wegens vertraagde ingang dienstregeling van NS Hispeed-treinen op de HSL-Zuid gaan de voorgestelde wijzigingen op dit traject pas in 2010 in. De Beneluxtrein gaat mogelijk in het najaar 2009 gebruikmaken van HSL-Zuid.

### Amsterdam Centraal – Roosendaal – Vlissingen
Zolang de Intercity Amsterdam – Brussel (Beneluxtrein) nog niet over de HSL rijdt, zal hier de bestaande dienstregeling gehandhaafd worden. Zodra de Intercity Amsterdam – Brussel over de HSL gaat rijden zal deze niet meer stoppen in Den Haag HS, Dordrecht en Roosendaal. In plaats daarvan gaat de Intercity Amsterdam – Roosendaal – Vlissingen twee keer per uur rijden en gaat dan tussen Roosendaal en Vlissingen op alle tussengelegen stations stoppen. Deze vervangt dan de stoptrein Roosendaal – Vlissingen en de Intercity Amsterdam – Dordrecht.